# Burg Uissigheim
Die Burg Uissigheim ist eine abgegangene mittelalterliche Burg in Uissigheim, einem Stadtteil von Külsheim im Main-Tauber-Kreis in Baden-Württemberg. Sie diente den Herren von Uissigheim als Sitz. Die Burg lag einst in der Burgstraße gegenüber der Kirche St. Laurentius in der Ortsmitte. Möglicherweise diente der Kirchturm ehemals als Bergfried.